# アクリマタシオン庭園
アクリマタシオン庭園（アクリマタシオンていえん）は、フランスのパリ市16区にある遊園地である。

## 概要
ブローニュの森の北側にある子ども向けの公園（遊園地）で、パリメトロ1号線のポルト・マイヨ駅からミニトレインが走っている。子どもたちでも安心して乗れるアトラクションが多いのが特徴。

## 沿革
- およそ150年の歴史がある[2]。

## 園内施設
- 農園
- アトラクション
- レトロなゲームの多いゲームセンター。

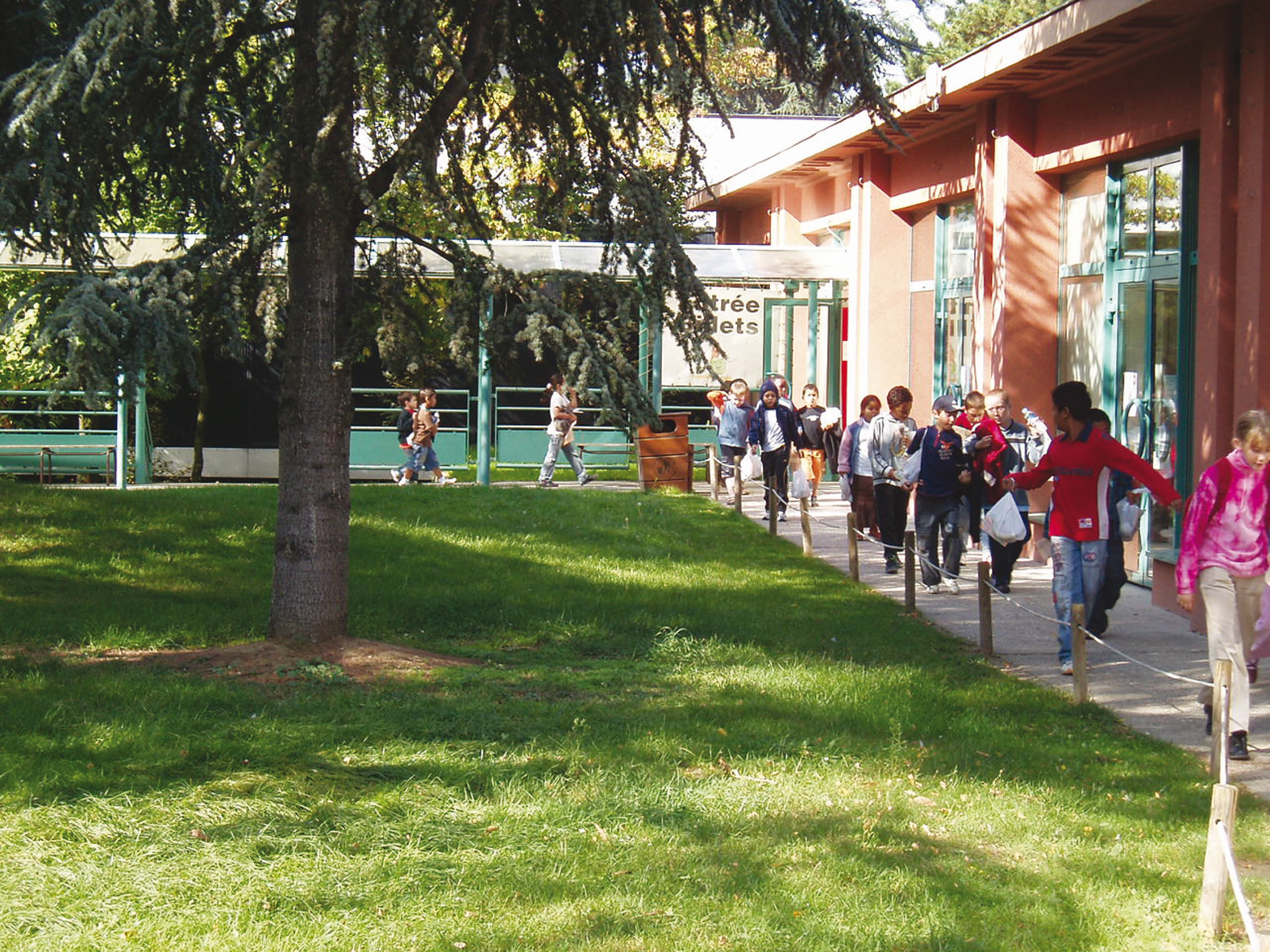
遊園地内の動物園

- 熊やヤギ、馬、ラマ、羊、ウサギ、孔雀や七面鳥、鶏といった鳥類などがいて、ポニーに乗ることもできる動物園。
- 子どもたちの誕生日パーティなどに利用されるレンタルスペース。
- 人形劇観覧（無料）、遊具場（無料）

## 開園時間
- 10月～4月/10:00～18:00
- 5月～9月/10:00～19:00

## 料金
- 入園料/€2.9

アトラクション/1枚：€2.7 15枚：€32
ミニトレイン/往復€2.7 （ポルト・マイヨ駅～庭園）

## 所在地
Avenue du Mahatma Gandhi - 75116 Paris

## アクセス
- パリメトロ1号線ポルト・マイヨ駅（Porte Maillot）から（ミニトレイン乗り場がある駅）
- パリメトロ1号線レ・サブロン駅（Les Sablons）から